# داميان هاوسون
داميان هاوسون (بالإنجليزية: Damien Howson)‏ هو دراج على المضمار أسترالي، ولد في 13 أغسطس 1992 في أديلايد في أستراليا.

## وصلات خارجية
- داميان هاوسون على موقع الاتحاد الدولي للدراجات (الإنجليزية)
- داميان هاوسون على موقع أرشيف الدراجات (الإنجليزية)
- داميان هاوسون على موقع إحصائيات الدراجات الإحترافية (الإنجليزية)
- داميان هاوسون على موقع نسبة الدراجات (الإنجليزية)